# Chancellor of the Exchequer
De Chancellor of the Exchequer is de titel voor de minister van het Britse kabinet die verantwoordelijk is voor alle financiële en economische zaken. Vaak wordt die minister ook aangeduid met Chancellor. De Chancellor of the Exchequer staat aan het hoofd van het 'HM Treasury', het Britse ministerie van Economische en Financiële Zaken. De post is te vergelijken met die van minister van Financiën. De post hoort bij de vier grote posten van het kabinet, samen met de Prime Minister (eerste minister), de minister van Buitenlandse Zaken en de minister van Binnenlandse Zaken. Tegenwoordig wordt deze gezien als de meest invloedrijke positie achter die van eerste minister in het Verenigd Koninkrijk. Vaak volgt de Chancellor of the Exchequer de eerste minister op als die aftreedt zoals ook het geval was bij Gordon Brown, die op 27 juni 2007 zijn functie als Chancellor neergelegde om de nieuwe eerste minister te worden.

## Ministers van Financiën van het Verenigd Koninkrijk (1846–heden)
| Minister van Financiën Chancellor of the Exchequer | Minister van Financiën Chancellor of the Exchequer | Minister van Financiën Chancellor of the Exchequer  | Ambtstermijn                    | Ambtstermijn                 | Partij                   | Premier                               | Kabinet                                    | Overige functie(s)                         | Monarch                        |
| -------------------------------------------------- | -------------------------------------------------- | --------------------------------------------------- | ------------------------------- | ---------------------------- | ------------------------ | ------------------------------------- | ------------------------------------------ | ------------------------------------------ | ------------------------------ |
|                                                    | Charles Wood                                       | Sir Charles Wood (1800–1885)                        | 30 juni 1846                    | 22 februari 1852             | Whig Party               | John Russell (1846–1852)              | Russell I                                  |                                            | Victoria(1837–1901)            |
|                                                    | Benjamin Disraeli                                  | Benjamin Disraeli (1804–1881)                       | 22 februari 1852                | 28 december 1852             | Conservative Party       | Edward Smith-Stanley (1852)           | Smith-Stanley I                            | Leader of the House of Commons             | Victoria(1837–1901)            |
|                                                    | William Ewart Gladstone                            | William Ewart Gladstone (1809–1898)                 | 28 december 1852                | 5 maart 1855                 | Peelite (1852–1855)      | George Hamilton -Gordon (1852–1855)   | Hamilton-Gordon                            |                                            | Victoria(1837–1901)            |
|                                                    | William Ewart Gladstone                            | William Ewart Gladstone (1809–1898)                 | 28 december 1852                | 5 maart 1855                 | Whig Party (1855)        | Henry John Temple (1855–1858)         | Temple I                                   |                                            | Victoria(1837–1901)            |
|                                                    | George Cornewall Lewis                             | Sir George Cornewall Lewis (1805–1863)              | 5 maart 1855                    | 20 februari 1858             | Whig Party               | Henry John Temple (1855–1858)         | Temple I                                   |                                            | Victoria(1837–1901)            |
|                                                    | Benjamin Disraeli                                  | Benjamin Disraeli (1804–1881)                       | 20 februari 1858                | 12 juni 1859                 | Conservative Party       | Edward Smith-Stanley (1858–1859)      | Smith-Stanley II                           | Leader of the House of Commons             | Victoria(1837–1901)            |
|                                                    | William Ewart Gladstone                            | William Ewart Gladstone (1809–1898)                 | 12 juni 1859                    | 28 juni 1866                 | Liberal Party            | Henry John Temple (1859–1865)         | Temple II                                  |                                            | Victoria(1837–1901)            |
| John Russell (1865–1866)                           | William Ewart Gladstone                            | William Ewart Gladstone (1809–1898)                 | 12 juni 1859                    | 28 juni 1866                 | Liberal Party            | Russell II                            | Leader of the House of Commons (1865–1866) |                                            | Victoria(1837–1901)            |
|                                                    | Benjamin Disraeli                                  | Benjamin Disraeli (1804–1881)                       | 28 juni 1866                    | 27 februari 1868             | Conservative Party       | Edward Smith-Stanley (1866–1868)      | Smith-Stanley III                          | Leader of the House of Commons             | Victoria(1837–1901)            |
|                                                    | George Ward Hunt                                   | George Ward Hunt (1825–1877)                        | 27 februari 1868                | 3 december 1868              | Conservative Party       | Benjamin Disraeli (1868)              | Disraeli I                                 |                                            | Victoria(1837–1901)            |
|                                                    | Robert Lowe                                        | Robert Lowe (1811–1892)                             | 3 december 1868                 | 10 augustus 1873             | Liberal Party            | William Ewart Gladstone (1868–1874)   | Gladstone I                                |                                            | Victoria(1837–1901)            |
|                                                    | William Ewart Gladstone                            | William Ewart Gladstone (1809–1898)                 | 10 augustus 1873                | 20 februari 1874             | Liberal Party            | William Ewart Gladstone (1868–1874)   | Gladstone I                                | Premier                                    | Victoria(1837–1901)            |
| Leader of the House of Commons                     | William Ewart Gladstone                            | William Ewart Gladstone (1809–1898)                 | 10 augustus 1873                | 20 februari 1874             | Liberal Party            | William Ewart Gladstone (1868–1874)   | Gladstone I                                |                                            | Victoria(1837–1901)            |
|                                                    | Stafford Northcote                                 | Sir Stafford Northcote (1818–1887)                  | 20 februari 1874                | 23 april 1880                | Conservative Party       | Benjamin Disraeli (1874–1880)         | Disraeli II                                | Leader of the House of Commons (1876–1880) | Victoria(1837–1901)            |
|                                                    | William Ewart Gladstone                            | William Ewart Gladstone (1809–1898)                 | 23 april 1880                   | 16 december 1882             | Liberal Party            | William Ewart Gladstone (1880–1885)   | Gladstone II                               | Premier                                    | Victoria(1837–1901)            |
| Leader of the House of Commons                     | William Ewart Gladstone                            | William Ewart Gladstone (1809–1898)                 | 23 april 1880                   | 16 december 1882             | Liberal Party            | William Ewart Gladstone (1880–1885)   | Gladstone II                               |                                            | Victoria(1837–1901)            |
|                                                    | Hugh Childers                                      | Hugh Childers (1827–1896)                           | 16 december 1882                | 23 juni 1885                 | Liberal Party            | William Ewart Gladstone (1880–1885)   | Gladstone II                               |                                            | Victoria(1837–1901)            |
|                                                    | Stafford Northcote                                 | Graaf van Iddesleigh Stafford Northcote (1818–1887) | 23 juni 1885                    | 28 januari 1886              | Conservative Party       | Robert Gascoyne-Cecil (1885–1886)     | Gascoyne-Cecil I                           |                                            | Victoria(1837–1901)            |
|                                                    | William Harcourt                                   | Sir William Harcourt (1827–1904)                    | 28 januari 1886                 | 20 juli 1886                 | Liberal Party            | William Ewart Gladstone (1886)        | Gladstone III                              |                                            | Victoria(1837–1901)            |
|                                                    | Randolph Churchill                                 | Heer Randolph Churchill (1849–1895)                 | 20 juli 1886                    | 14 januari 1887              | Conservative Party       | Robert Gascoyne-Cecil (1886–1892)     | Gascoyne-Cecil II                          | Leader of the House of Commons             | Victoria(1837–1901)            |
|                                                    | George Goschen                                     | George Goschen (1831–1907)                          | 14 januari 1887                 | 15 augustus 1892             | Liberal Unionist Party   | Robert Gascoyne-Cecil (1886–1892)     | Gascoyne-Cecil II                          |                                            | Victoria(1837–1901)            |
|                                                    | William Harcourt                                   | Sir William Harcourt (1827–1904)                    | 15 augustus 1892                | 25 juni 1895                 | Liberal Party            | William Ewart Gladstone (1892–1895)   | Gladstone IV                               |                                            | Victoria(1837–1901)            |
| Archibald Primrose (1894–1895)                     | William Harcourt                                   | Sir William Harcourt (1827–1904)                    | 15 augustus 1892                | 25 juni 1895                 | Liberal Party            | Primrose                              | Leader of the House of Commons (1894–1895) |                                            | Victoria(1837–1901)            |
|                                                    | Michael Beach                                      | Sir Michael Beach (1837–1916)                       | 25 juni 1895                    | 12 juli 1902                 | Conservative Party       | Robert Gascoyne-Cecil                 | Gascoyne-Cecil III                         |                                            | Victoria(1837–1901)            |
| Gascoyne-Cecil IV                                  | Michael Beach                                      | Sir Michael Beach (1837–1916)                       | 25 juni 1895                    | 12 juli 1902                 | Conservative Party       | Robert Gascoyne-Cecil                 | Edward VII(1901–1910)                      |                                            |                                |
|                                                    | Charles Ritchie                                    | Charles Ritchie (1838–1906)                         | 12 juli 1902                    | 19 oktober 1903              | Conservative Party       | Arthur Balfour (1902–1905)            | Edward VII(1901–1910)                      | Balfour                                    |                                |
|                                                    | Austen Chamberlain                                 | Austen Chamberlain (1863–1937)                      | 19 oktober 1903                 | 5 december 1905              | Liberal Unionist Party   | Arthur Balfour (1902–1905)            | Edward VII(1901–1910)                      | Balfour                                    |                                |
|                                                    | Herbert Henry Asquith                              | Herbert Henry Asquith (1852–1928)                   | 5 december 1905                 | 8 april 1908                 | Liberal Party            | Henry Campbell- Bannerman (1905–1908) | Edward VII(1901–1910)                      | Campbell- Bannerman                        |                                |
|                                                    | David Lloyd George                                 | David Lloyd George (1863–1945)                      | 8 april 1908                    | 25 mei 1915                  | Liberal Party            | Herbert Henry Asquith (1908–1916)     | Edward VII(1901–1910)                      | Asquith I                                  |                                |
| Asquith II                                         | David Lloyd George                                 | David Lloyd George (1863–1945)                      | 8 april 1908                    | 25 mei 1915                  | Liberal Party            | Herbert Henry Asquith (1908–1916)     | Edward VII(1901–1910)                      |                                            |                                |
| Asquith III                                        | David Lloyd George                                 | David Lloyd George (1863–1945)                      | 8 april 1908                    | 25 mei 1915                  | Liberal Party            | Herbert Henry Asquith (1908–1916)     | George V(1910-1936)                        |                                            |                                |
|                                                    | Reginald McKenna                                   | Reginald McKenna (1863–1943)                        | 25 mei 1915                     | 7 december 1916              | Liberal Party            | Herbert Henry Asquith (1908–1916)     | George V(1910-1936)                        | Asquith IV                                 |                                |
|                                                    | Bonar Law                                          | Bonar Law (1858–1923)                               | 7 december 1916                 | 10 januari 1919              | Conservative Party       | David Lloyd George (1916–1922)        | George V(1910-1936)                        | Lloyd George I                             | Leader of the House of Commons |
| Lloyd George II                                    | Bonar Law                                          | Bonar Law (1858–1923)                               | 7 december 1916                 | 10 januari 1919              | Conservative Party       | David Lloyd George (1916–1922)        | George V(1910-1936)                        |                                            | Leader of the House of Commons |
|                                                    | Austen Chamberlain                                 | Sir Austen Chamberlain (1863–1937)                  | 10 januari 1919                 | 1 april 1921                 | Conservative Party       | David Lloyd George (1916–1922)        | George V(1910-1936)                        |                                            |                                |
|                                                    | Robert Horne                                       | Sir Robert Horne (1871–1940)                        | 1 april 1921                    | 23 oktober 1922              | Unionist Party           | David Lloyd George (1916–1922)        | George V(1910-1936)                        |                                            |                                |
|                                                    | Stanley Baldwin                                    | Stanley Baldwin (1867–1947)                         | 23 oktober 1922                 | 27 augustus 1923             | Conservative Party       | Bonar Law (1922–1923)                 | George V(1910-1936)                        | Law                                        |                                |
| Stanley Baldwin (1923–1924)                        | Stanley Baldwin                                    | Stanley Baldwin (1867–1947)                         | 23 oktober 1922                 | 27 augustus 1923             | Conservative Party       | Baldwin I                             | George V(1910-1936)                        | Premier                                    |                                |
| Stanley Baldwin (1923–1924)                        |                                                    |                                                     | Neville Chamberlain (1869–1940) | 27 augustus 1923             | 22 januari 1924          | Baldwin I                             | George V(1910-1936)                        | Conservative Party                         |                                |
| Stanley Baldwin (1923–1924)                        | Edward VII(1910)                                   |                                                     | Neville Chamberlain (1869–1940) | 27 augustus 1923             | 22 januari 1924          | Baldwin I                             |                                            | Conservative Party                         |                                |
| Stanley Baldwin (1923–1924)                        | George VI(1936-1952)                               |                                                     | Neville Chamberlain (1869–1940) | 27 augustus 1923             | 22 januari 1924          | Baldwin I                             |                                            | Conservative Party                         |                                |
|                                                    | Philip Snowden                                     | Philip Snowden (1864–1937)                          | 22 januari 1924                 | 3 november 1924              | Labour Party             | Ramsay MacDonald (1924)               | MacDonald I                                |                                            |                                |
|                                                    | Winston Churchill                                  | Winston Churchill (1874–1965)                       | 4 november 1924                 | 5 juni 1929                  | Conservative Party       | Stanley Baldwin (1924–1929)           | Baldwin II                                 |                                            |                                |
|                                                    | Philip Snowden                                     | Philip Snowden (1864–1937)                          | 7 juni 1929                     | 5 november 1931              | Labour Party (1929–1931) | Ramsay MacDonald (1929–1935)          | MacDonald II                               |                                            |                                |
|                                                    | Philip Snowden                                     | Philip Snowden (1864–1937)                          | 7 juni 1929                     | 5 november 1931              | National Labour (1931)   | Ramsay MacDonald (1929–1935)          | MacDonald III (Nationaal Kabinet I)        |                                            |                                |
|                                                    |                                                    | Neville Chamberlain (1869–1940)                     | 5 november 1931                 | 28 mei 1937                  | Conservative Party       | Ramsay MacDonald (1929–1935)          | MacDonald IV (Nationaal Kabinet II)        |                                            |                                |
| Stanley Baldwin (1935–1937)                        | Baldwin III (Nationaal Kabinet III)                | Neville Chamberlain (1869–1940)                     | 5 november 1931                 | 28 mei 1937                  | Conservative Party       |                                       |                                            |                                            |                                |
|                                                    | John Simon                                         | Sir John Simon (1873–1954)                          | 28 mei 1937                     | 12 mei 1940                  | National Liberal Party   | Neville Chamberlain (1937–1940)       | Chamberlain I (Nationaal Kabinet IV)       |                                            |                                |
| Chamberlain II                                     | John Simon                                         | Sir John Simon (1873–1954)                          | 28 mei 1937                     | 12 mei 1940                  | National Liberal Party   | Neville Chamberlain (1937–1940)       |                                            |                                            |                                |
|                                                    | Kingsley Wood                                      | Sir Kingsley Wood (1881–1943)                       | 12 mei 1940                     | 21 september 1943            | Conservative Party       | Winston Churchill (1940–1945)         | Churchill I                                |                                            |                                |
| Vacant                                             |                                                    |                                                     |                                 |                              |                          | Winston Churchill (1940–1945)         | Churchill I                                |                                            |                                |
|                                                    |                                                    | Sir John Anderson (1882–1958)                       | 24 september 1943               | 26 juli 1945                 | Onafhankelijk            | Winston Churchill (1940–1945)         | Churchill I                                |                                            |                                |
| Churchill II                                       |                                                    | Sir John Anderson (1882–1958)                       | 24 september 1943               | 26 juli 1945                 | Onafhankelijk            | Winston Churchill (1940–1945)         |                                            |                                            |                                |
|                                                    | Hugh Dalton                                        | Hugh Dalton (1887–1962)                             | 27 juli 1945                    | 13 november 1947             | Labour Party             | Clement Attlee (1945–1951)            | Attlee I                                   |                                            |                                |
|                                                    | Stafford Cripps                                    | Sir Stafford Cripps (1889–1952)                     | 13 november 1947                | 19 oktober 1950              | Labour Party             | Clement Attlee (1945–1951)            | Attlee I                                   |                                            |                                |
| Attlee II                                          | Stafford Cripps                                    | Sir Stafford Cripps (1889–1952)                     | 13 november 1947                | 19 oktober 1950              | Labour Party             | Clement Attlee (1945–1951)            |                                            |                                            |                                |
|                                                    | Stafford Cripps                                    | Hugh Gaitskell (1906–1963)                          | 19 oktober 1950                 | 26 oktober 1951              | Labour Party             | Clement Attlee (1945–1951)            |                                            |                                            |                                |
|                                                    |                                                    | Rab Butler (1902–1982)                              | 26 oktober 1951                 | 20 december 1955             | Conservative Party       | Winston Churchill (1951–1955)         | Churchill III                              |                                            |                                |
| Anthony Eden (1955–1957)                           | Eden                                               | Rab Butler (1902–1982)                              | 26 oktober 1951                 | 20 december 1955             | Conservative Party       | Elizabeth II (1952–2022)              |                                            |                                            |                                |
| Anthony Eden (1955–1957)                           | Eden                                               |                                                     | Harold Macmillan                | Harold Macmillan (1894–1986) | 20 december 1955         | Elizabeth II (1952–2022)              | 13 januari 1957                            | Conservative Party                         |                                |
|                                                    | Peter Thorneycroft                                 | Peter Thorneycroft (1909–1994)                      | 13 januari 1957                 | 6 januari 1958               | Conservative Party       | Elizabeth II (1952–2022)              | Harold Macmillan (1957–1963)               | Macmillan I                                |                                |
|                                                    | Derick Heathcoat-Amory                             | Derick Heathcoat- Amory (1899–1981)                 | 6 januari 1958                  | 27 juli 1960                 | Conservative Party       | Elizabeth II (1952–2022)              | Harold Macmillan (1957–1963)               | Macmillan I                                |                                |
| Macmillan II                                       | Derick Heathcoat-Amory                             | Derick Heathcoat- Amory (1899–1981)                 | 6 januari 1958                  | 27 juli 1960                 | Conservative Party       | Elizabeth II (1952–2022)              | Harold Macmillan (1957–1963)               |                                            |                                |
|                                                    | Selwyn Lloyd                                       | Selwyn Lloyd (1904–1978)                            | 27 juli 1960                    | 13 juli 1962                 | Conservative Party       | Elizabeth II (1952–2022)              | Harold Macmillan (1957–1963)               |                                            |                                |
|                                                    |                                                    | Reginald Maudling (1917–1979)                       | 16 juli 1962                    | 16 oktober 1964              | Conservative Party       | Elizabeth II (1952–2022)              | Harold Macmillan (1957–1963)               |                                            |                                |
| Alec Douglas- Home (1963–1964)                     | Douglas-Home                                       | Reginald Maudling (1917–1979)                       | 16 juli 1962                    | 16 oktober 1964              | Conservative Party       | Elizabeth II (1952–2022)              |                                            |                                            |                                |
|                                                    | James Callaghan                                    | James Callaghan (1912–2005)                         | 17 oktober 1964                 | 29 november 1967             | Labour Party             | Elizabeth II (1952–2022)              | Harold Wilson (1964–1970)                  | Wilson I                                   |                                |
| Wilson II                                          | James Callaghan                                    | James Callaghan (1912–2005)                         | 17 oktober 1964                 | 29 november 1967             | Labour Party             | Elizabeth II (1952–2022)              | Harold Wilson (1964–1970)                  |                                            |                                |
|                                                    | Roy Jenkins                                        | Roy Jenkins (1920–2003)                             | 29 november 1967                | 19 juni 1970                 | Labour Party             | Elizabeth II (1952–2022)              | Harold Wilson (1964–1970)                  |                                            |                                |
|                                                    | Iain Macleod                                       | Iain Macleod (1913–1970)                            | 20 juni 1970                    | 20 juli 1970                 | Conservative Party       | Elizabeth II (1952–2022)              | Edward Heath                               | Heath                                      |                                |
| Vacant                                             |                                                    |                                                     |                                 |                              |                          | Elizabeth II (1952–2022)              | Edward Heath                               | Heath                                      |                                |
|                                                    |                                                    | Anthony Barber (1920–2005)                          | 25 juli 1970                    | 4 maart 1974                 | Conservative Party       | Elizabeth II (1952–2022)              | Edward Heath                               | Heath                                      |                                |
|                                                    | Denis Healey                                       | Denis Healey (1917–2015)                            | 5 maart 1974                    | 4 mei 1979                   | Labour Party             | Elizabeth II (1952–2022)              | Harold Wilson (1974–1976)                  | Wilson III                                 | First Secretary of State       |
| Wilson IV                                          | Denis Healey                                       | Denis Healey (1917–2015)                            | 5 maart 1974                    | 4 mei 1979                   | Labour Party             | Elizabeth II (1952–2022)              | Harold Wilson (1974–1976)                  |                                            | First Secretary of State       |
| James Callaghan (1976–1979)                        | Denis Healey                                       | Denis Healey (1917–2015)                            | 5 maart 1974                    | 4 mei 1979                   | Labour Party             | Elizabeth II (1952–2022)              | Callaghan                                  |                                            | First Secretary of State       |
|                                                    | Geoffrey Howe                                      | Sir Geoffrey Howe (1926–2015)                       | 4 mei 1979                      | 11 juni 1983                 | Conservative Party       | Elizabeth II (1952–2022)              | Margaret Thatcher (1979–1990)              | Thatcher I                                 |                                |
|                                                    | Nigel Lawson                                       | Nigel Lawson (1932–2023)                            | 11 juni 1983                    | 26 oktober 1989              | Conservative Party       | Elizabeth II (1952–2022)              | Margaret Thatcher (1979–1990)              | Thatcher II                                |                                |
| Thatcher III                                       | Nigel Lawson                                       | Nigel Lawson (1932–2023)                            | 11 juni 1983                    | 26 oktober 1989              | Conservative Party       | Elizabeth II (1952–2022)              | Margaret Thatcher (1979–1990)              |                                            |                                |
|                                                    | John Major                                         | John Major (1943)                                   | 26 oktober 1989                 | 28 november 1990             | Conservative Party       | Elizabeth II (1952–2022)              | Margaret Thatcher (1979–1990)              |                                            |                                |
|                                                    | Norman Lamont                                      | Norman Lamont (1942)                                | 28 november 1990                | 27 mei 1993                  | Conservative Party       | Elizabeth II (1952–2022)              | John Major (1990–1997)                     | Major I                                    |                                |
| Major II                                           | Norman Lamont                                      | Norman Lamont (1942)                                | 28 november 1990                | 27 mei 1993                  | Conservative Party       | Elizabeth II (1952–2022)              | John Major (1990–1997)                     |                                            |                                |
|                                                    | Kenneth Clarke                                     | Kenneth Clarke (1940)                               | 27 mei 1993                     | 2 mei 1997                   | Conservative Party       | Elizabeth II (1952–2022)              | John Major (1990–1997)                     |                                            |                                |
|                                                    | Gordon Brown                                       | dr. Gordon Brown (1951)                             | 2 mei 1997                      | 28 juni 2007                 | Labour Party             | Elizabeth II (1952–2022)              | Tony Blair (1997–2007)                     | Blair I                                    |                                |
| Blair II                                           | Gordon Brown                                       | dr. Gordon Brown (1951)                             | 2 mei 1997                      | 28 juni 2007                 | Labour Party             | Elizabeth II (1952–2022)              | Tony Blair (1997–2007)                     |                                            |                                |
| Blair III                                          | Gordon Brown                                       | dr. Gordon Brown (1951)                             | 2 mei 1997                      | 28 juni 2007                 | Labour Party             | Elizabeth II (1952–2022)              | Tony Blair (1997–2007)                     |                                            |                                |
|                                                    | Alistair Darling                                   | Alistair Darling (1953–2023)                        | 28 juni 2007                    | 11 mei 2010                  | Labour Party             | Elizabeth II (1952–2022)              | Gordon Brown (2007–2010)                   | Brown                                      |                                |
|                                                    | George Osborne                                     | George Osborne (1971)                               | 11 mei 2010                     | 13 juli 2016                 | Conservative Party       | Elizabeth II (1952–2022)              | David Cameron (2010–2016)                  | Cameron I                                  |                                |
| Cameron II                                         | George Osborne                                     | George Osborne (1971)                               | 11 mei 2010                     | 13 juli 2016                 | Conservative Party       | Elizabeth II (1952–2022)              | David Cameron (2010–2016)                  | First Secretary of State (2015–2016)       |                                |
|                                                    | Philip Hammond                                     | Philip Hammond (1955)                               | 13 juli 2016                    | 24 juli 2019                 | Conservative Party       | Elizabeth II (1952–2022)              | Theresa May (2016–2019)                    | May I                                      |                                |
| May II                                             | Philip Hammond                                     | Philip Hammond (1955)                               | 13 juli 2016                    | 24 juli 2019                 | Conservative Party       | Elizabeth II (1952–2022)              | Theresa May (2016–2019)                    |                                            |                                |
|                                                    | Sajid Javid                                        | Sajid Javid (1969)                                  | 24 juli 2019                    | 13 februari 2020             | Conservative Party       | Elizabeth II (1952–2022)              | Boris Johnson (2019–2022)                  | Johnson I                                  |                                |
| Johnson II                                         | Sajid Javid                                        | Sajid Javid (1969)                                  | 24 juli 2019                    | 13 februari 2020             | Conservative Party       | Elizabeth II (1952–2022)              | Boris Johnson (2019–2022)                  |                                            |                                |
|                                                    | Rishi Sunak                                        | Rishi Sunak (1980)                                  | 13 februari 2020                | 5 juli 2022                  | Conservative Party       | Elizabeth II (1952–2022)              | Boris Johnson (2019–2022)                  |                                            |                                |
|                                                    | Nadhim Zahawi                                      | Nadhim Zahawi (1967)                                | 5 juli 2022                     | 6 september 2022             | Conservative Party       | Elizabeth II (1952–2022)              | Boris Johnson (2019–2022)                  |                                            |                                |
|                                                    | Kwasi Kwarteng                                     | Kwasi Kwarteng (1975)                               | 6 september 2022                | 14 oktober 2022              | Conservative Party       | Liz Truss (2022)                      | Truss                                      | .                                          |                                |
|                                                    | Kwasi Kwarteng                                     | Kwasi Kwarteng (1975)                               | 6 september 2022                | 14 oktober 2022              | Conservative Party       | Liz Truss (2022)                      | Truss                                      | Charles III (2022-heden)                   |                                |
|                                                    | Jeremy Hunt                                        | Jeremy Hunt (1966)                                  | 14 oktober 2022                 | 5 juli 2024                  | Conservative Party       | Liz Truss (2022)                      | Truss                                      |                                            |                                |
| Rishi Sunak (2022–2024)                            | Jeremy Hunt                                        | Jeremy Hunt (1966)                                  | 14 oktober 2022                 | 5 juli 2024                  | Conservative Party       | Sunak                                 |                                            |                                            |                                |
|                                                    | Rachel Reeves                                      | Rachel Reeves (1979)                                | 5 juli 2024                     | heden                        | Labour Party             | Keir Starmer (2024-heden)             | Starmer                                    |                                            |                                |

## Onderministers voor Financiën van het Verenigd Koninkrijk (1961–heden)
| Onderminister voor Financiën Chief Secretary to the Treasury | Onderminister voor Financiën Chief Secretary to the Treasury | Onderminister voor Financiën Chief Secretary to the Treasury | Ambtstermijn      | Ambtstermijn      | Partij             | Premier                       | Kabinet      | Overige functie(s)  |
| ------------------------------------------------------------ | ------------------------------------------------------------ | ------------------------------------------------------------ | ----------------- | ----------------- | ------------------ | ----------------------------- | ------------ | ------------------- |
|                                                              |                                                              | Henry Brooke (1903–1984)                                     | 9 oktober 1961    | 13 juli 1962      | Conservative Party | Harold Macmillan (1957–1963)  | Macmillan II | Thesaurier-Generaal |
|                                                              |                                                              | John Boyd- Carpenter (1908–1998)                             | 13 juli 1962      | 16 oktober 1964   | Conservative Party | Harold Macmillan (1957–1963)  | Macmillan II | Thesaurier-Generaal |
| Alec Douglas-Home (1963–1964)                                | Douglas-Home                                                 | John Boyd- Carpenter (1908–1998)                             | 13 juli 1962      | 16 oktober 1964   | Conservative Party |                               |              | Thesaurier-Generaal |
|                                                              |                                                              | Jack Diamond (1907–2004)                                     | 16 oktober 1964   | 19 juni 1970      | Labour Party       | Harold Wilson (1964–1970)     | Wilson I     |                     |
| Wilson II                                                    |                                                              | Jack Diamond (1907–2004)                                     | 16 oktober 1964   | 19 juni 1970      | Labour Party       | Harold Wilson (1964–1970)     |              |                     |
|                                                              |                                                              | Maurice Macmillan (1921–1984)                                | 19 juni 1970      | 7 april 1972      | Conservative Party | Edward Heath (1970–1974)      | Heath        |                     |
|                                                              |                                                              | Patrick Jenkin (1926–2018)                                   | 7 april 1972      | 8 januari 1974    | Conservative Party | Edward Heath (1970–1974)      | Heath        |                     |
|                                                              |                                                              | Tom Boardman (1919–2003)                                     | 8 januari 1974    | 4 maart 1974      | Conservative Party | Edward Heath (1970–1974)      | Heath        |                     |
|                                                              |                                                              | Joel Barnett (1923–2014)                                     | 4 maart 1974      | 4 mei 1979        | Labour Party       | Harold Wilson (1974–1976)     | Wilson III   |                     |
| James Callaghan (1976–1979)                                  | Callaghan                                                    | Joel Barnett (1923–2014)                                     | 4 maart 1974      | 4 mei 1979        | Labour Party       |                               |              |                     |
|                                                              |                                                              | John Biffen (1930–2007)                                      | 4 mei 1979        | 5 januari 1981    | Conservative Party | Margaret Thatcher (1979–1990) | Thatcher I   |                     |
|                                                              | Leon Brittan                                                 | Leon Brittan (1939–2015)                                     | 5 januari 1981    | 11 juni 1983      | Conservative Party | Margaret Thatcher (1979–1990) | Thatcher I   |                     |
|                                                              |                                                              | Peter Rees (1926–2008)                                       | 11 juni 1983      | 2 september 1985  | Conservative Party | Margaret Thatcher (1979–1990) | Thatcher II  |                     |
|                                                              | John MacGregor                                               | John MacGregor (1937)                                        | 2 september 1985  | 13 juni 1987      | Conservative Party | Margaret Thatcher (1979–1990) | Thatcher II  |                     |
|                                                              | John Major                                                   | John Major (1943)                                            | 13 juni 1987      | 24 juli 1989      | Conservative Party | Margaret Thatcher (1979–1990) | Thatcher III |                     |
|                                                              | Norman Lamont                                                | Norman Lamont (1942)                                         | 24 juli 1989      | 28 november 1990  | Conservative Party | Margaret Thatcher (1979–1990) | Thatcher III |                     |
|                                                              |                                                              | David Mellor (1949)                                          | 28 november 1990  | 10 april 1992     | Conservative Party | John Major (1990–1997)        | Major I      |                     |
|                                                              | Michael Portillo                                             | Michael Portillo (1953)                                      | 10 april 1992     | 20 juli 1994      | Conservative Party | John Major (1990–1997)        | Major II     |                     |
|                                                              |                                                              | Jonathan Aitken (1942)                                       | 20 juli 1994      | 5 juli 1995       | Conservative Party | John Major (1990–1997)        | Major II     |                     |
|                                                              | William Waldegrave                                           | William Waldegrave (1946)                                    | 5 juli 1995       | 2 mei 1997        | Conservative Party | John Major (1990–1997)        | Major II     |                     |
|                                                              | Alistair Darling                                             | Alistair Darling (1953–2023)                                 | 3 mei 1997        | 27 juli 1998      | Labour Party       | Tony Blair (1997–2007)        | Blair I      |                     |
|                                                              |                                                              | Stephen Byers (1953)                                         | 27 juli 1998      | 23 december 1998  | Labour Party       | Tony Blair (1997–2007)        | Blair I      |                     |
|                                                              | Alan Milburn                                                 | Alan Milburn (1958)                                          | 23 december 1998  | 11 oktober 1999   | Labour Party       | Tony Blair (1997–2007)        | Blair I      |                     |
|                                                              | Andrew Smith                                                 | Andrew Smith (1951)                                          | 11 oktober 1999   | 29 mei 2002       | Labour Party       | Tony Blair (1997–2007)        | Blair I      |                     |
| Blair II                                                     | Andrew Smith                                                 | Andrew Smith (1951)                                          | 11 oktober 1999   | 29 mei 2002       | Labour Party       | Tony Blair (1997–2007)        |              |                     |
|                                                              | Paul Boateng                                                 | Paul Boateng (1951)                                          | 29 mei 2002       | 5 mei 2005        | Labour Party       | Tony Blair (1997–2007)        |              |                     |
|                                                              | Des Browne                                                   | Des Browne (1952)                                            | 5 mei 2005        | 6 mei 2006        | Labour Party       | Tony Blair (1997–2007)        | Blair III    |                     |
|                                                              | Stephen Timms                                                | Stephen Timms (1955)                                         | 6 mei 2006        | 28 juni 2007      | Labour Party       | Tony Blair (1997–2007)        | Blair III    |                     |
|                                                              | Andy Burnham                                                 | Andy Burnham (1970)                                          | 28 juni 2007      | 24 januari 2008   | Labour Party       | Gordon Brown (2007–2010)      | Brown        |                     |
|                                                              | Yvette Cooper                                                | Yvette Cooper (1969)                                         | 24 januari 2008   | 5 juni 2009       | Labour Party       | Gordon Brown (2007–2010)      | Brown        |                     |
|                                                              | Liam Byrne                                                   | Liam Byrne (1970)                                            | 5 juni 2009       | 11 mei 2010       | Labour Party       | Gordon Brown (2007–2010)      | Brown        |                     |
|                                                              | David Laws                                                   | David Laws (1965)                                            | 12 mei 2010       | 29 mei 2010       | Liberal Democrats  | David Cameron (2010–2016)     | Cameron I    |                     |
|                                                              | Danny Alexander                                              | Danny Alexander (1972)                                       | 29 mei 2010       | 8 mei 2015        | Liberal Democrats  | David Cameron (2010–2016)     | Cameron I    |                     |
|                                                              | Greg Hands                                                   | Greg Hands (1965)                                            | 11 mei 2015       | 13 juli 2016      | Conservative Party | David Cameron (2010–2016)     | Cameron II   |                     |
|                                                              | David Gauke                                                  | David Gauke (1971)                                           | 13 juli 2016      | 11 juni 2017      | Conservative Party | Theresa May (2016–2019)       | May I        |                     |
|                                                              | Liz Truss                                                    | Liz Truss (1975)                                             | 11 juni 2017      | 24 juli 2019      | Conservative Party | Theresa May (2016–2019)       | May II       |                     |
|                                                              | Rishi Sunak                                                  | Rishi Sunak (1980)                                           | 24 juli 2019      | 13 februari 2020  | Conservative Party | Boris Johnson (2019–2022)     | Johnson I    |                     |
| Johnson II                                                   | Rishi Sunak                                                  | Rishi Sunak (1980)                                           | 24 juli 2019      | 13 februari 2020  | Conservative Party | Boris Johnson (2019–2022)     |              |                     |
|                                                              | Stephen Barclay                                              | Stephen Barclay (1972)                                       | 13 februari 2020  | 15 september 2021 | Conservative Party | Boris Johnson (2019–2022)     |              |                     |
|                                                              | Simon Clarke                                                 | Simon Clarke (1984)                                          | 15 september 2021 | 6 september 2022  | Conservative Party | Boris Johnson (2019–2022)     |              |                     |
|                                                              | Chris Philp                                                  | Chris Philp (1976)                                           | 6 september 2022  | 25 oktober 2022   | Conservative Party | Liz Truss (2022)              | Truss        |                     |
|                                                              | John Glen                                                    | John Glen (1974)                                             | 25 oktober 2022   | 13 november 2023  | Conservative Party | Rishi Sunak (2022-2024)       | Sunak        |                     |
|                                                              | Laura Trott                                                  | Laura Trott (1984)                                           | 13 november 2023  | 5 juli 2024       | Conservative Party | Rishi Sunak (2022-2024)       | Sunak        |                     |
|                                                              | Darren Jones                                                 | Darren Jones (1986)                                          | 5 juli 2024       | heden             | Labour Party       | Keir Starmer (2024-heden)     | Starmer      |                     |